# Aberdeenshire
Aberdeenshire (scots nyelven Aiberdeenshire, skót gael nyelven Siorrachd Obar Dheathain) Skócia egyik tanácsi területe (megyéje). Keleten Aberdeen, délen Angus, délnyugaton Perth and Kinross, nyugaton pedig Highland és Moray tanácsi területekkel határos. Északon és keleten az Északi-tenger határolja. Tanácsa Aberdeenben gyűlésezik, amely viszont kívül esik a tanácsi területen, lévén önálló közigazgatási egység.
Lakossága 2010-ben 253 000 fő volt.

## Története

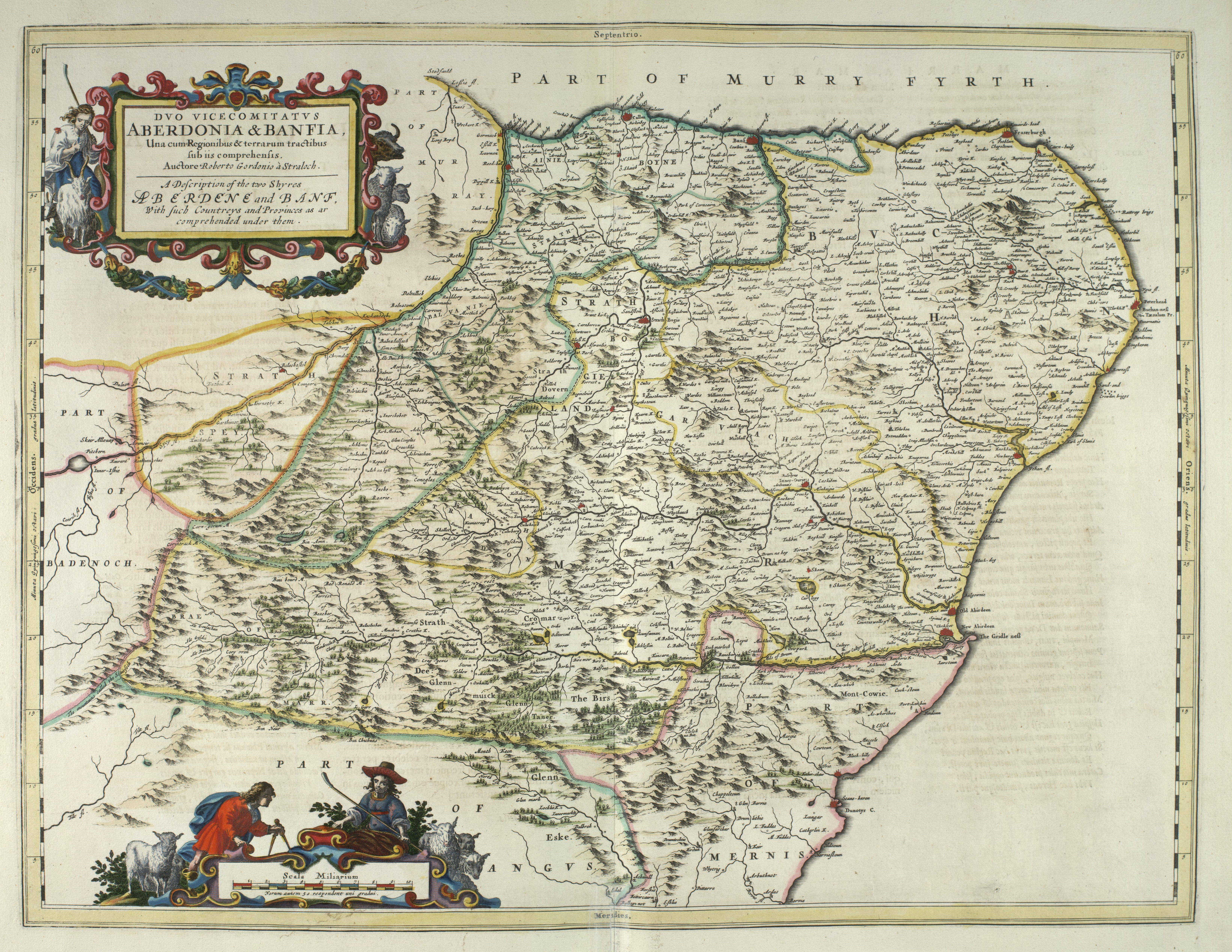
Aberdeenshire egy 1654-es térképen

Aberdeenshire-ben több újkőkori és bronzkori leletegyüttesre bukkantak a régészek. A bronzkorban, i.e. 2000-1800 körül a harangedényes kultúra népe költözött be a régióba. Ebből a korból kőkörök és emberalkotta kőhalmok maradtak ránk, míg a vaskort a dombtetőkre épített földvárak jellemzik. Az i.sz. 1. században Ptolemaiosz említi a térségben élő taexali népet. Abredeenshire következői lakói-i, akiket névről ismerünk a piktek voltak, akik i.sz. 800-900 körül már itt éltek. Kintorne mellett áthaladó római csapatok nyomait is megtalálták. A kereszténység a kora középkorban jelent meg Észak-Skóciában; Old Deer és Monymusk falvakban kelta kolostorok működtek.
Aberdeenshire volt az egyik színhelye a skót klánok hatalomért folytatott harcának: 1057-ben a Dunkeld-házhoz tartozó III. Malcolm itt győzte le és ölte meg a Bethune klánbeli MacBeth királyt a lumphanani csatában. Később angol-normann családok ragadták magukhoz a hatalmat, megérkeztek a Ballio, Bruce és Cumming-klánok. Ezek torzsalkodásaiba beavatkozott I. Edward angol király, ami a skót függetlenségi háborúkhoz vezetett. Edward maga is járt Aberdeenshireben 1296-ban és 1303-ban. 1307-ben Robert Bruce győzelme után érkeztek Skóciába a Forbes és Gordon-klán ősei. A 14-15. század a két család rivalizálásáról szólt, amely különösen elmérgesedett, miután a Forbesek felvették a protestáns vallást, míg a Gordonok katolikusok maradtak.
Már a 17. század előtt három egyetemet alapítottak a régióban: a King's College-t 1494-ben,  a Marischal College-t 1593-ban és a Fraserburghi Egyetemet 1597-ben. Az 1688-as dicsőséges forradalom után békés korszak következett, amelyet csak 1715-ben és 1745-ben szakítottak meg jakobita felkelések. A Németországgal, Hollandiával és Lengyelországgal folytatott kereskedelem gazdasági fellendülést hozott.
Az 1973-as skót önkormányzati reform után a régió a Grampian régióhoz tartozott, amely 1996-ban megszűnt és helyén létrehozták Aberdeenshire, Aberdeen város és Moray tanácsi területeket (council area). A mai tanácsi terület a történelmi Aberdeenshire, Kincardineshire és részben Banffshire megyéket tartalmazza.

## Földrajza

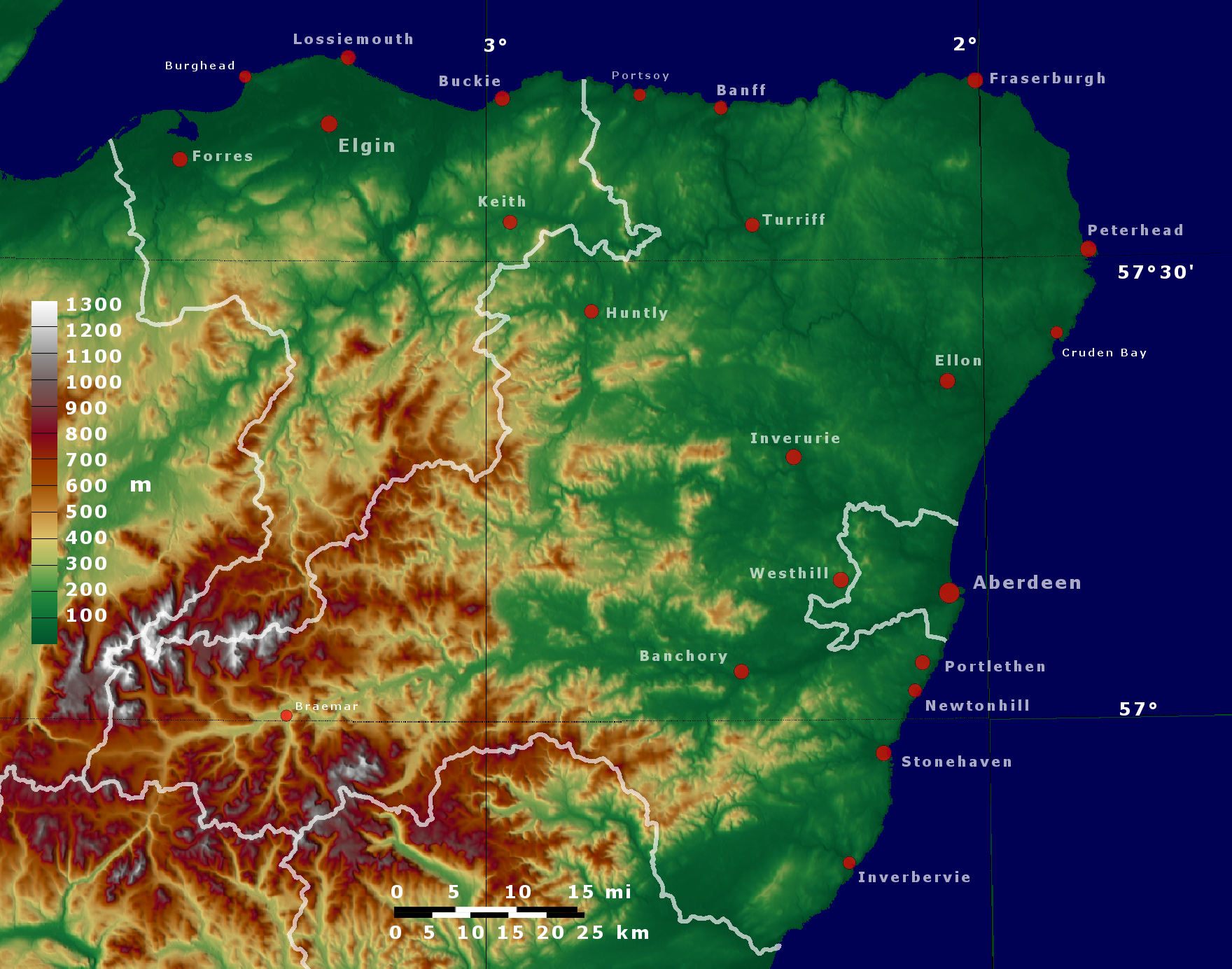
Aberdeenshire és Moray domborzati térképe

Aberdeenshire területe 6313 km², amivel a 4. legnagyobb a skót tanácsi területek között. Legfontosabb folyói a Cowie Water, Carron Water, Burn of Muchalls, Dee, Don, Ury, Ythan, Water of Feugh, Burn of Myrehouse, Laeca Burn és Luther Water. Tengerpartjának öblei a Banffi-öböl, Stonehaveni-öböl, Thornyhive-öböl és az Ythan torkolata. A Grampian-hegység elfogja a nyugatról, az Atlanti-óceán felől érkező esőfelhők egy részét, így Aberdeenshire időjárása skót viszonylatban száraznak számít, az éves csapadékmennyiség 640 mm. A nyarak hűvösek és a telek hidegek. A tengerparti területeken érezhető az Északi-tenger temperáló hatása, erre a telek enyhébbek és a nyarak hűvösebbek, mint a szárazföld belsejében. A partoknál gyakori a hideg köd, a haar. 

## Lakossága
1971 óta a tanácsi terület lakossága 50%-kal, 2001 óta pedig 9,1%-kal nőtt; ezalatt Skócia teljes népessége ,8%-kal lett több. 2010-es becslés szerint 253 ezren éltek Aberdeenshire-ben, ami a skót lakosság 4,76%-a. A népszámlálási adatok szerint a 16 éven aluliak aránya viszonylag magas a skót átlaghoz képest.
Aberdeenshire legnagyobb települései (2011): Peterhead (17 790 fő), Fraserburgh (12 540 fő), Inverurie (11 529 fő), Westhill (11 220 fő), Stonehaven (10 820 fő), Ellon (9 910 fő), Portlethen (7 327 fő), Banchory (7 111 fő), Turriff (4 804 fő), Huntly (4 461 fő), Banff (3 931 fő), Macduff (3 711 fő)

## Gazdasága
Aberdeenshire GDP-jét 3,496 milliárd fontra becsülték 2011-ben (2011), ami Skócia gazdaságának 5,2%-a. A helyi gazdaság erősen kötődik Aberdeenéhez (aminek GDP-je 7,906 milliárd) és együtt a skót érték 16,8-át teszik ki. 2012 és 2014 között a gazdaság növekedése 6,8% volt, ami magasabb volt valamennyi skót tanácsi területénél. A helyi lakosság nagy része Aberdeenben dolgozik (Fraserburghban 11,5%, Westhillben 65%).
Az teljes munkaidőben alkalmazottak bruttó heti jövedelme 2011-ben átlagosan 570,6 font volt, ami 4,1 fonttal alacsonyabb a skót átlagnál és az előző évhez képest 2,6%-os csökkenést jelentett. Az Aberdeen városában dolgozók ezzel szemben heti 641,9 fontot kerestek. A munkavállalók száma (a mezőgazdaság kivételével) 2009-ben 93 ezer fő volt; többségük a szolgáltatási szektorban dolgozik, főleg a közigazgatásban, oktatásban, egészségügyben. Az állam összesen 19%-uknak ad munkát. Az aberdeenshire-i gazdaság jelentős részben az északi-tengeri olaj- és földgázkitermeléshez kötődik; emellett a fontosabb ágazatok a halászat (aberdeenshire-i hajók fogták ki a skót halászzsákmány több mint felét és az országos mennyiség közel 45%-át), mezőgazdaság (főként állat-, ezen belül juhtenyésztés), turizmus (2011-ben 1,3 milliónyian látogattak ide) és a whiskyfőzés.

## Politika
A területi tanács 68 főből áll, akiket 19 körzetben választanak meg. A 2012-es választások után a legtöbb helyet (27) a Skót Nemzeti Párt szerezte meg.
A tanács alá rendelve hat területi bizottság dönt a helyi kérdésekről, felosztásuk a következő: Banff and Buchan, Buchan, Formartine, Garioch, Marr és Kincardine and Mearns.

## Látnivalók

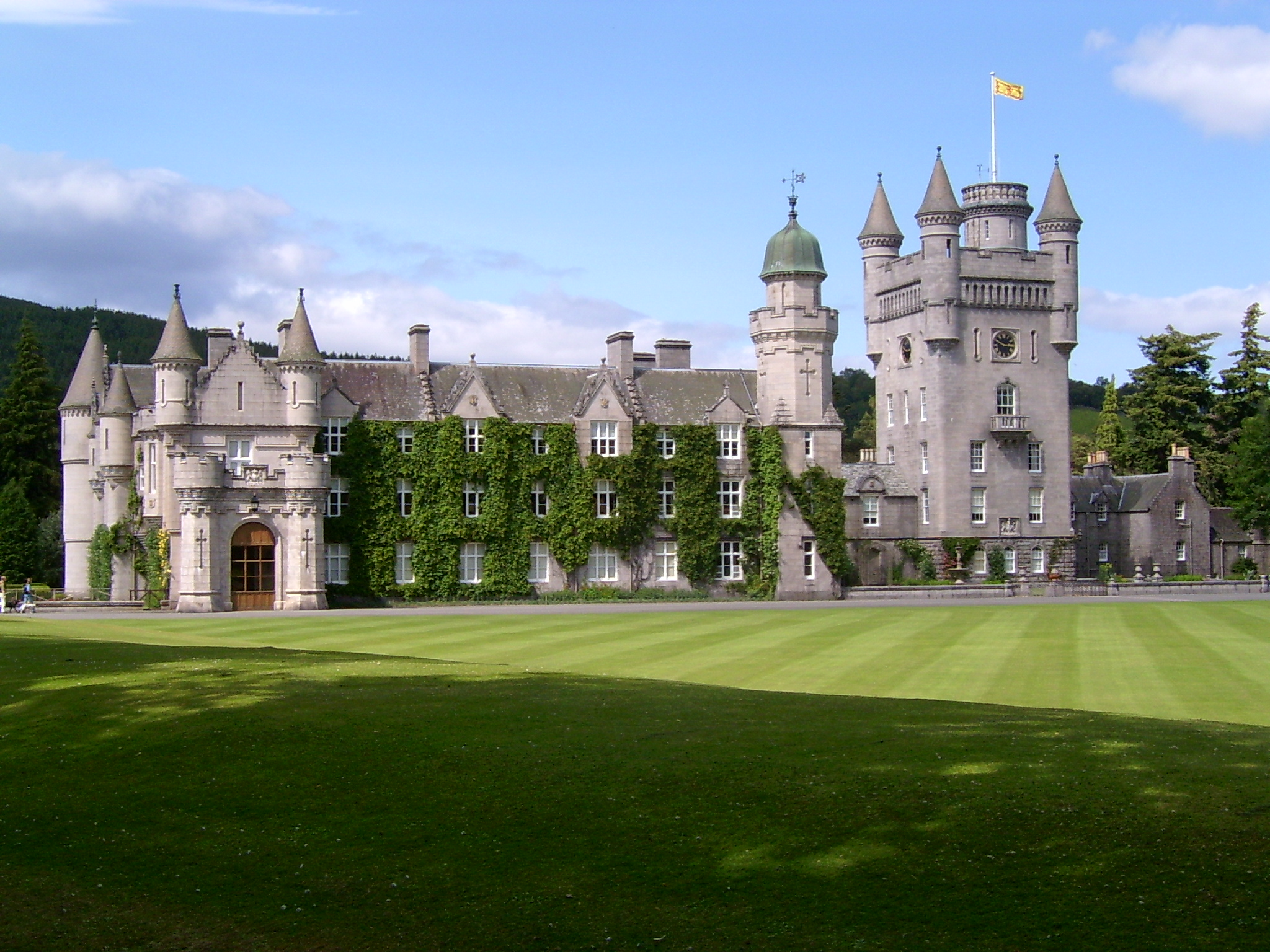
Balmorali kastély
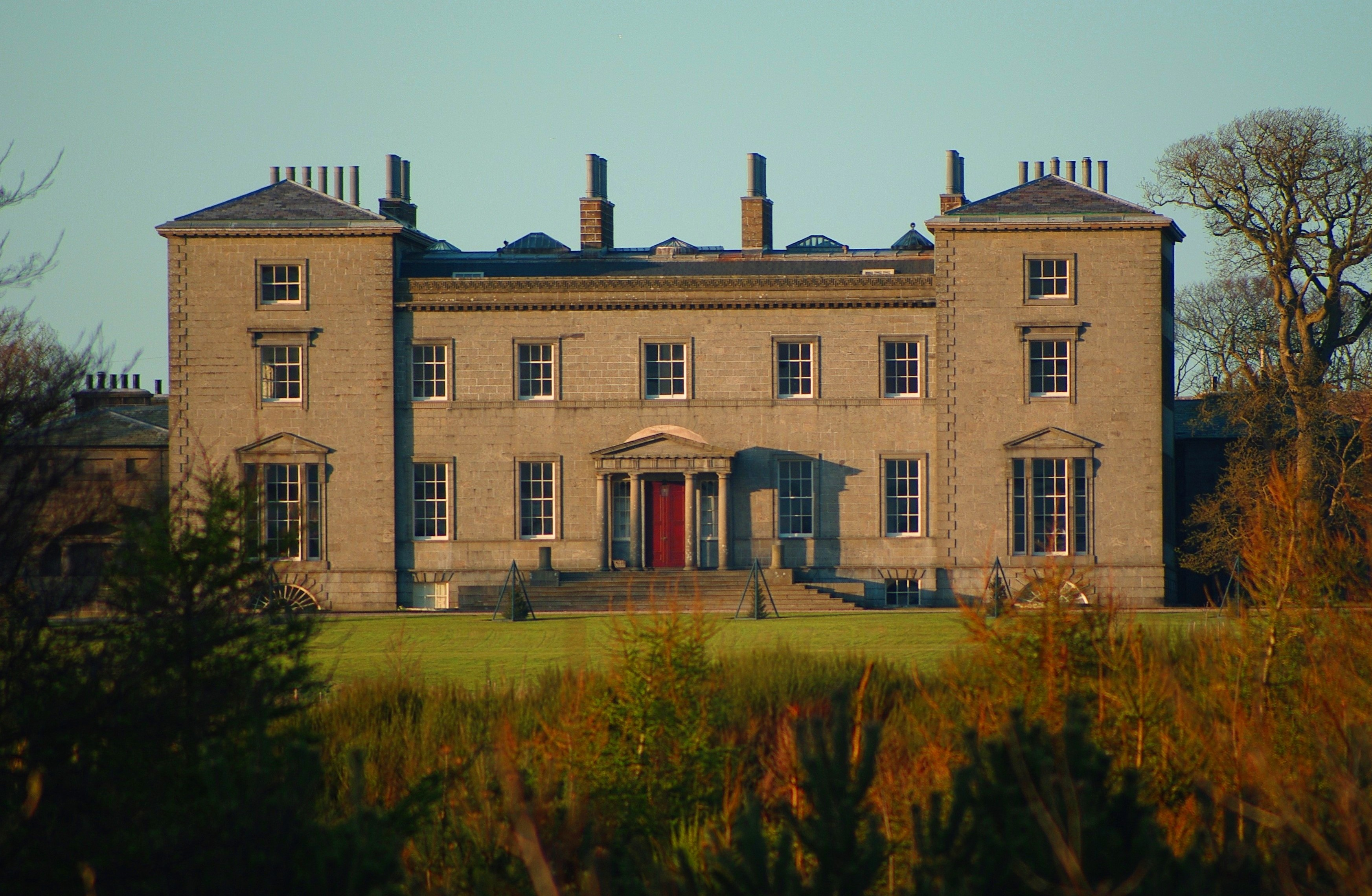
Cairness House
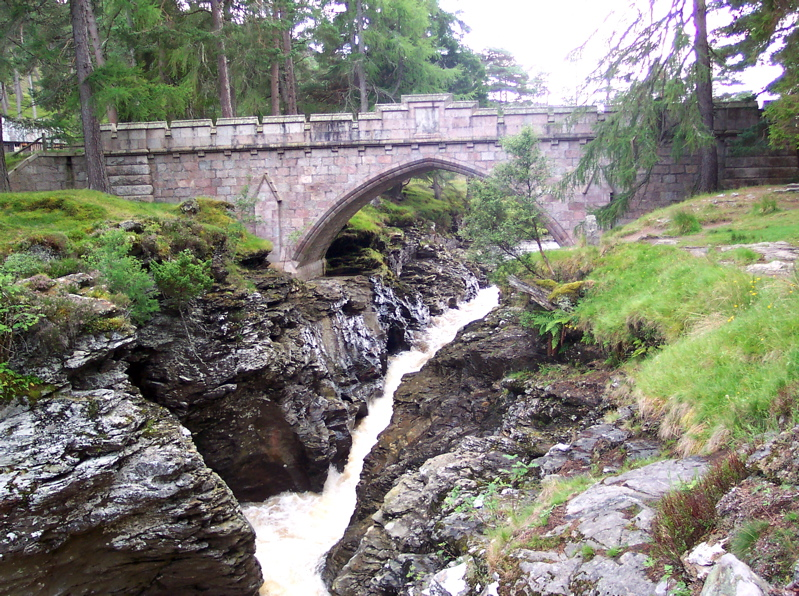
Cairngorms Nemzeti Park
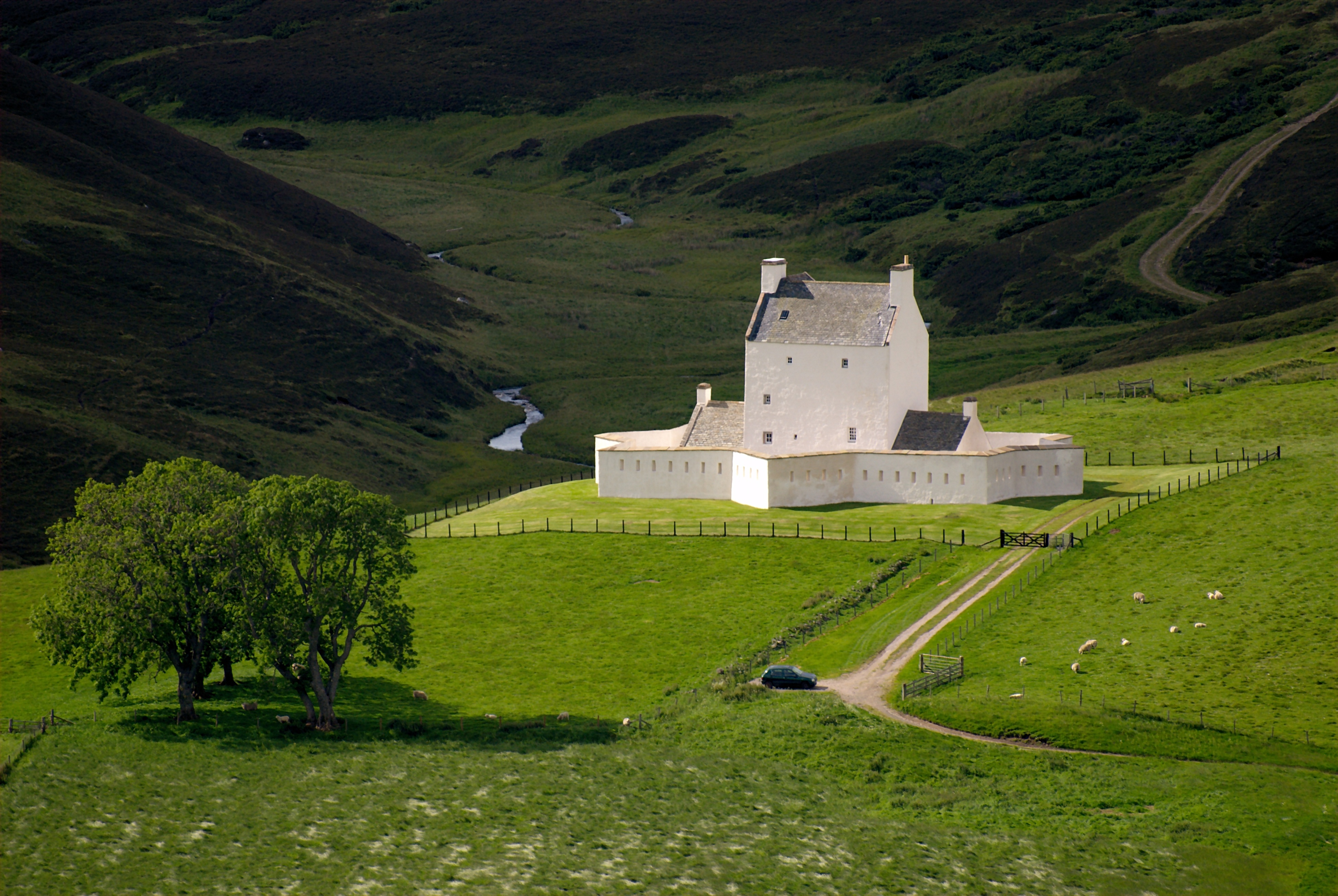
Corgarff Castle
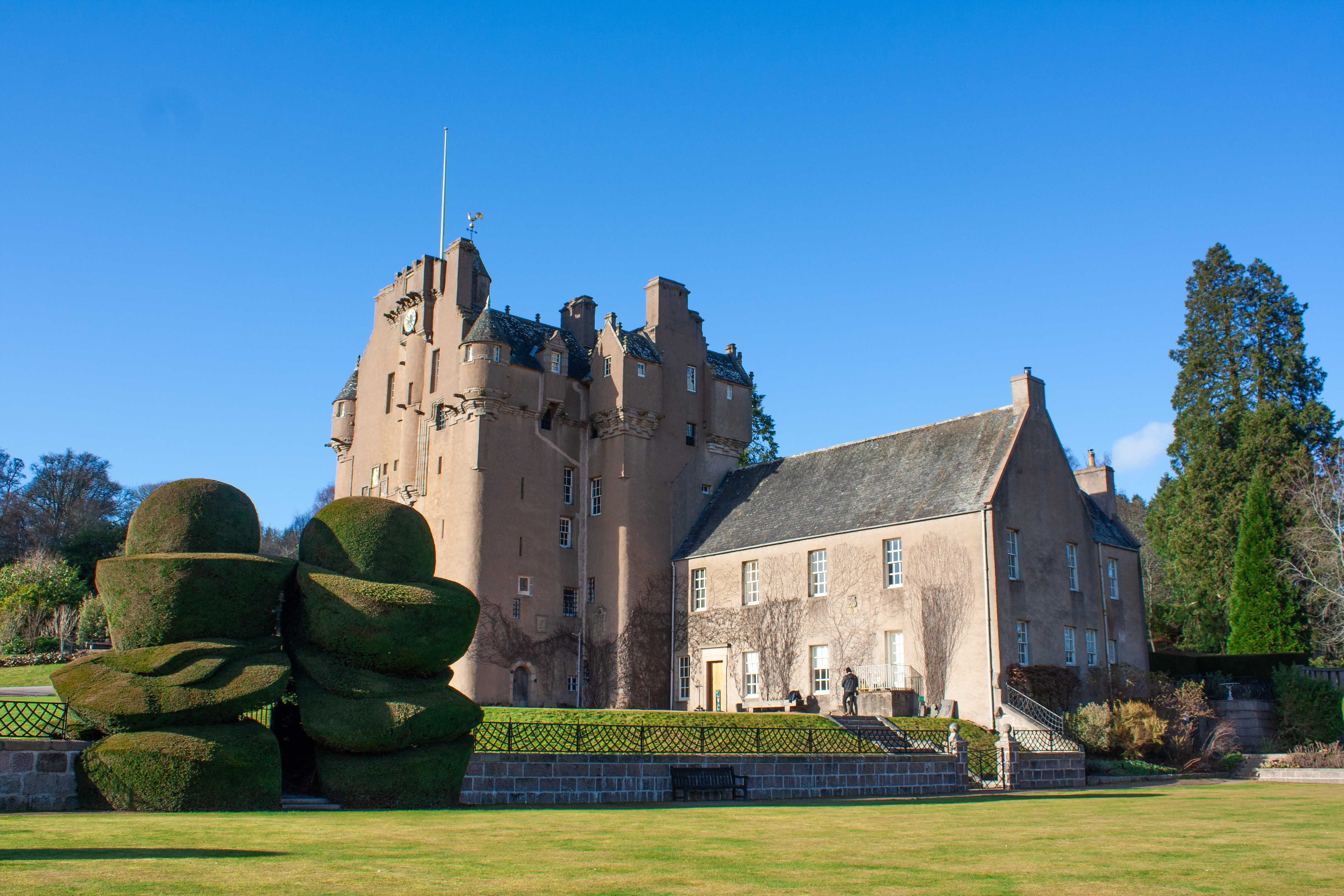
Crathes Castle
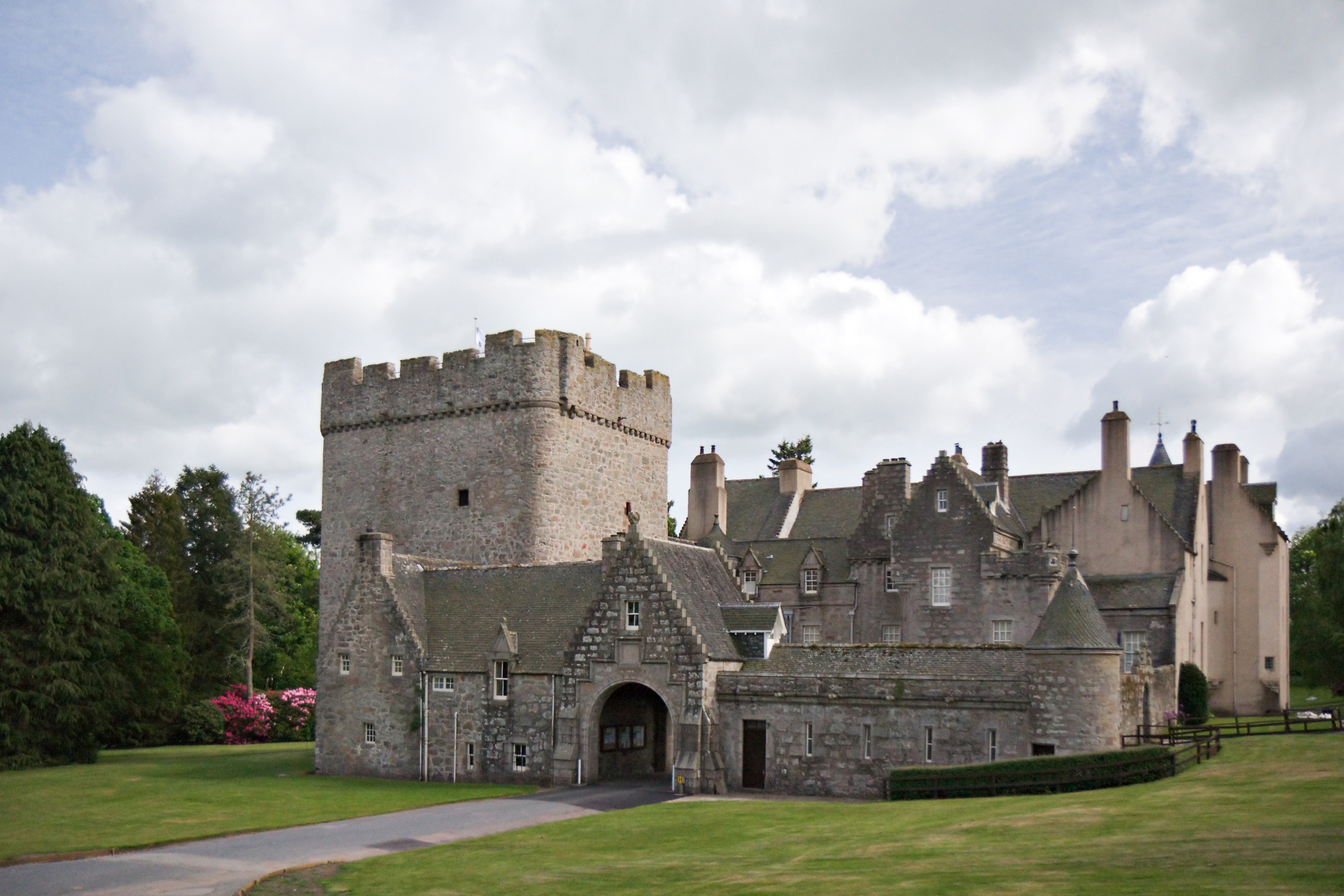
Drum Castle
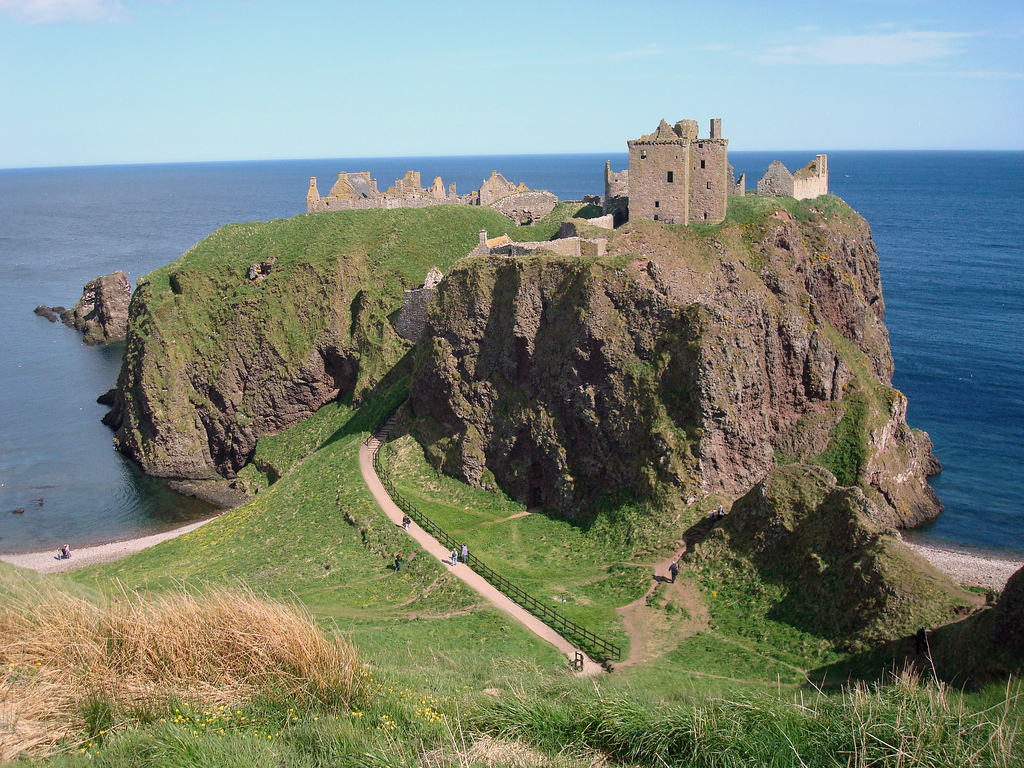
Dunnottar vára
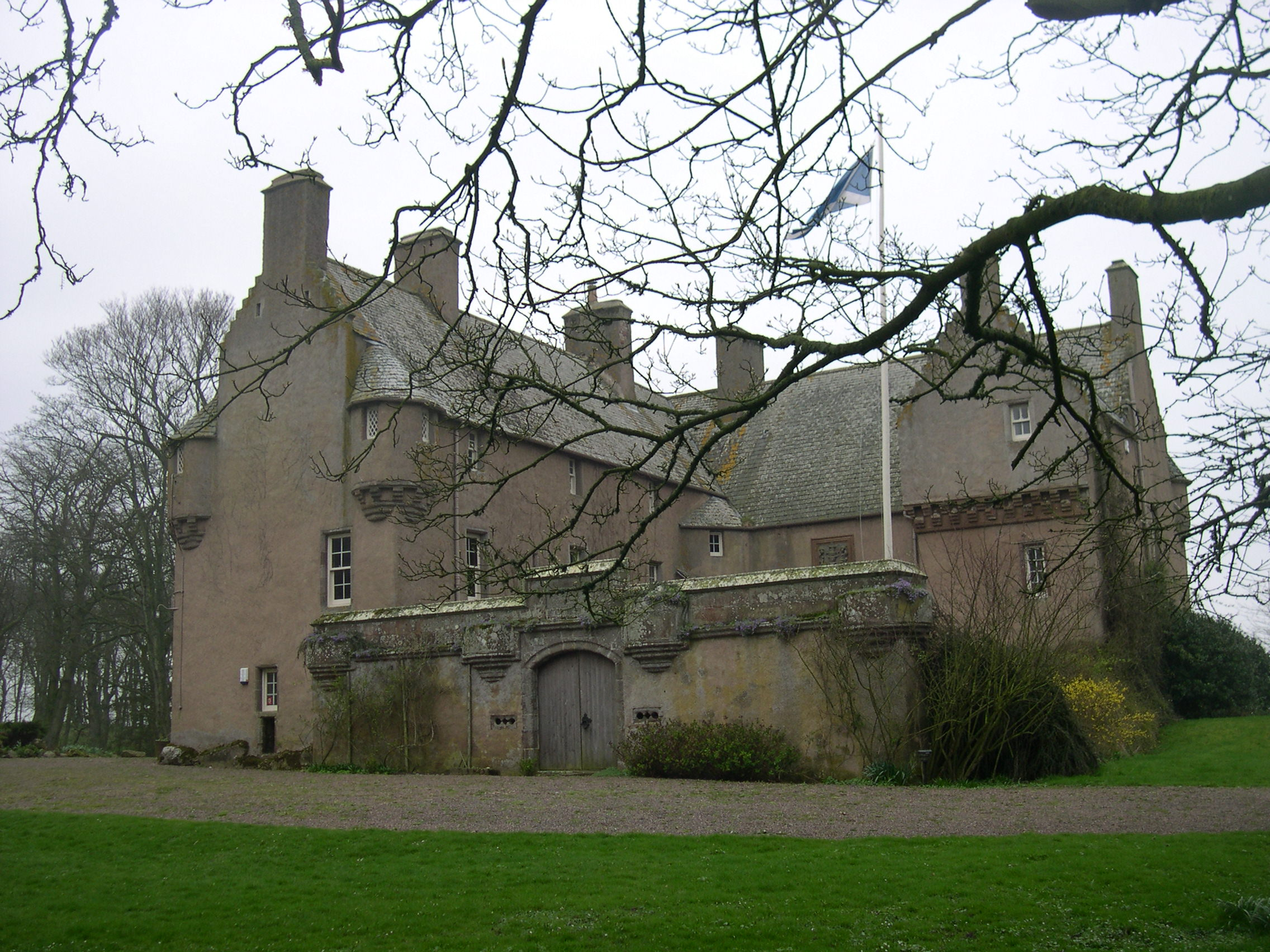
Muchalls Castle

## Fordítás
- Ez a szócikk részben vagy egészben  az   Aberdeenshire című angol Wikipédia-szócikk ezen változatának fordításán alapul.  Az eredeti cikk szerkesztőit annak laptörténete sorolja fel. Ez a jelzés csupán a megfogalmazás eredetét és a szerzői jogokat jelzi, nem szolgál a cikkben szereplő információk forrásmegjelöléseként.